# Lake Johnston
Lake Johnston är en sjö i Australien. Den ligger i delstaten Western Australia, omkring 460 kilometer öster om delstatshuvudstaden Perth. Lake Johnston ligger 310 meter över havet.
Omgivningarna runt Lake Johnston är i huvudsak ett öppet busklandskap. Trakten runt Lake Johnston är nära nog obefolkad, med mindre än två invånare per kvadratkilometer. Genomsnittlig årsnederbörd är 471 millimeter. Den regnigaste månaden är november, med i genomsnitt 70 mm nederbörd, och den torraste är april, med 17 mm nederbörd.